# Anne Spielberg
Anne Spielberg (Filadelfia, 25 dicembre 1949) è una sceneggiatrice statunitense e sorella del regista Steven Spielberg.

## Biografia
Nata in Pennsylvania, da una famiglia ebrea. dopo aver lavorato per la compagnia di produzione di suo fratello, Amblin Entertainment, assieme a Gary Ross ha scritto la sceneggiatura per il film Big nel 1988, per il quale ha ottenuto la candidatura all'Oscar alla miglior sceneggiatura originale. È stata inoltre anche coproduttrice del film, insieme al noto produttore televisivo e cinematografico James L. Brooks.